# Ендимион
Ендимион је, по грчкој митологији, био пастир из пећине Латма у Карији. Леп младић, син Зевса и нимфе Калике, био је љубимац Селене, богиње Месеца. По легенди, Селена је умолила Зевса да Ендимиону да вечну младост. Зевс је то учинио али га је уједно на гори Латмос у Карију успавао у вечни сан. Сваке ноћи је Селена силазила к њему да га пољуби.
Овај мотив је инспирисао многе уметнике, посебно у бароку и класицизму. Ендимионов сан је назив за вечни сан.